# Gyrinidae
I Girinidi (Gyrinidae Latreille, 1810) sono una famiglia di coleotteri del sottordine Adephaga, rappresentata da forme particolarmente adattate alla vita in acque chiare, calme o debolmente correnti.

## Descrizione

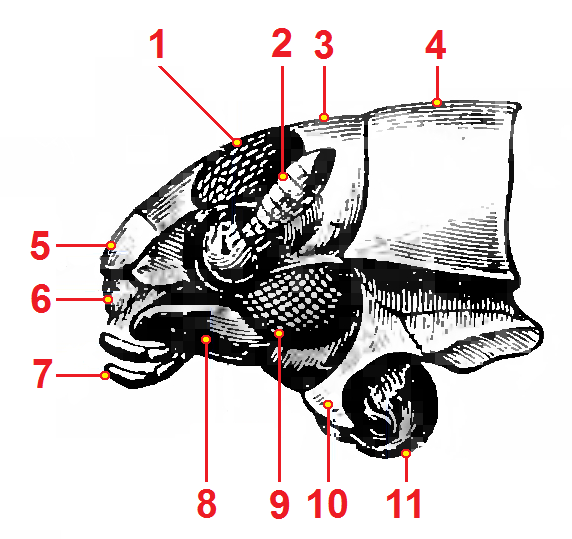
Visione laterale del capo:
sono visibili le porzioni dorsale (1) e ventrale (9) dell'occhio, e l'antenna (2).

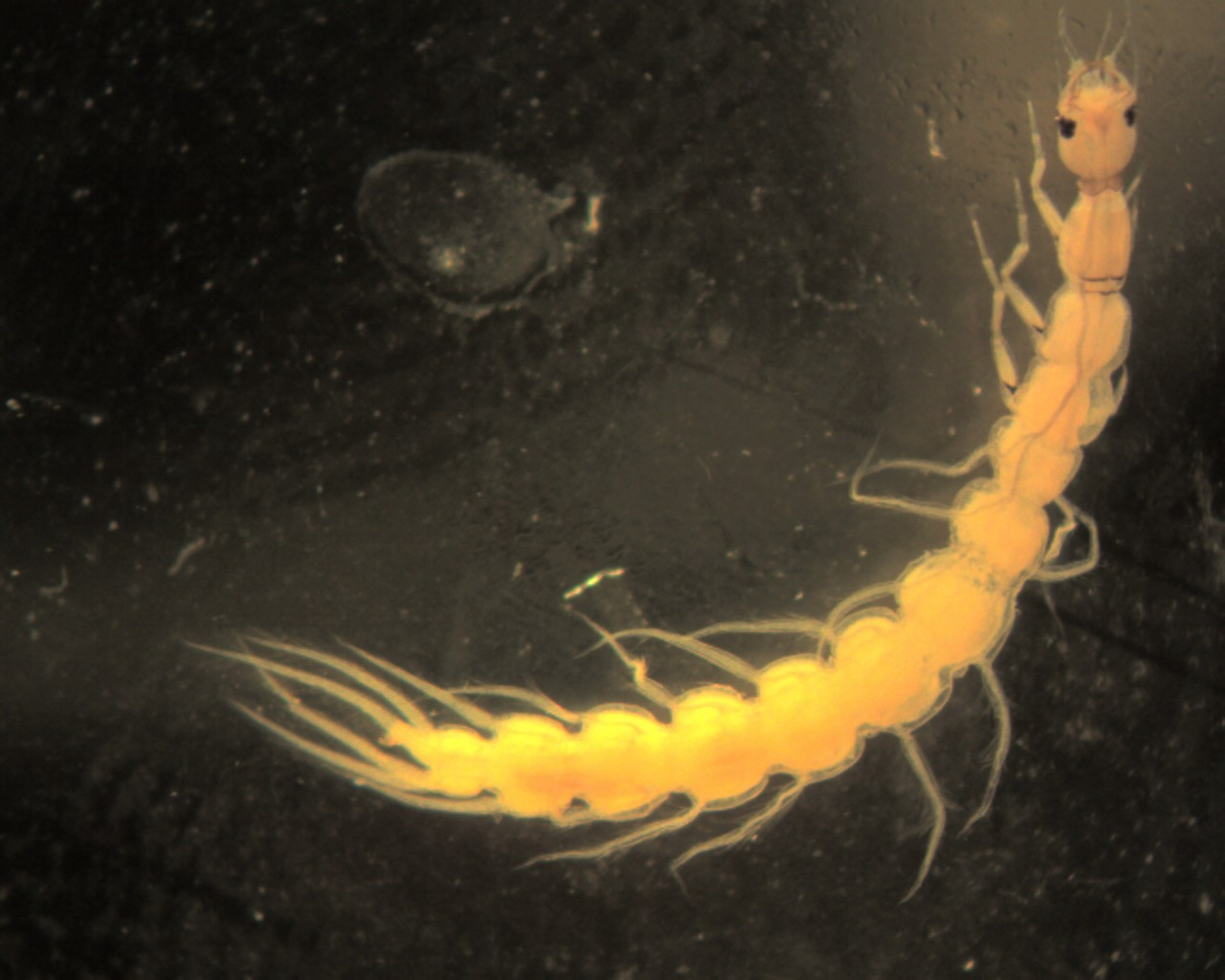
Larva

### Adulti
I Girinidi presentano caratteristiche morfologiche derivate dall'adattamento alla vita sull'interfaccia aria-acqua. 
Una caratteristica unica di questi coleotteri è il loro occhio composto, diviso in due porzioni: nuotando sulla superficie, la porzione dorsale dell'occhio si trova al di sopra del livello dell'acqua, consentendo la visione degli habitat emersi, mentre la porzione ventrale resta sommersa, consentendo di tenere sotto controllo l'ambiente acquatico.
Nelle loro antenne è presente un organo recettoriale, chiamato organo di Johnston, sensibile alle minime perturbazioni della superficie acquatica.
Le zampe posteriori e quelle mediane sono di tipo natatorio, di forma appiattita e con i margini percorsi da setole fitte; questa conformazione fa sì che le zampe possano essere usate come remi, determinando la necessaria spinta nel mezzo liquido.

### Larve
Le larve hanno uncini addominali apicali che permettono loro di aggrapparsi agli oggetti sott'acqua. I primi otto segmenti addominali sono dotati di branchie tracheali piumose. Le mandibole sono ricurve e appuntite, dotate di un canale che consente la suzione.

## Biologia

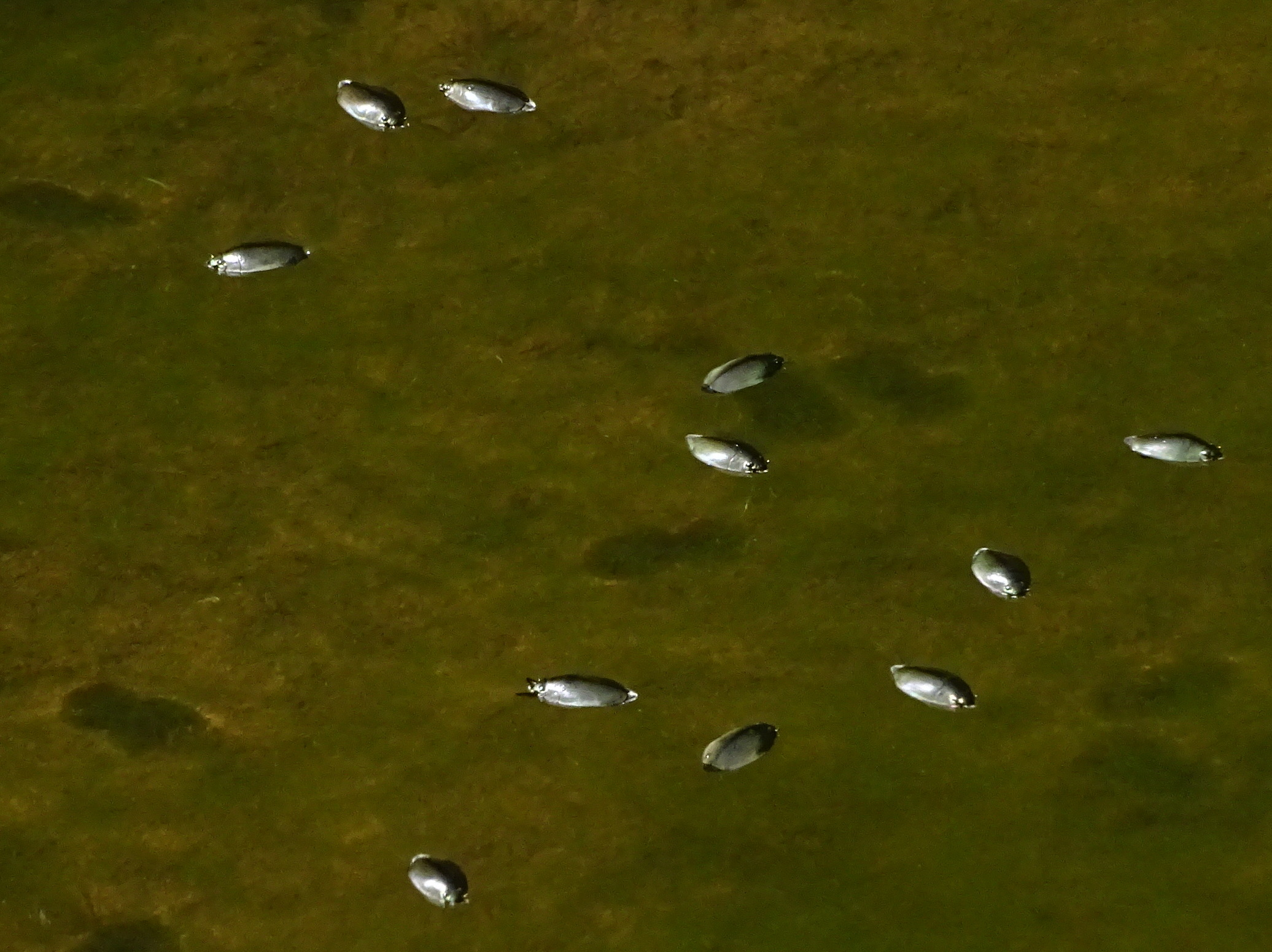
Tipica aggregazione di Girinidi

Nelle ore diurne gli adulti formano raggruppamenti, grandi da poche decine a diverse centinaia di esemplari, che stazionano sulla superficie dell'acqua. Se disturbati si muovono rapidamente e a scatti nuotando in circolo, per disorientare eventuali nemici.

Questi coleotteri posseggono inoltre un meccanismo di difesa chimica contro i pesci ed altri potenziali predatori, rappresentato dal secreto delle ghiandole della loro porzione caudale (pygidium), contenente un terpenoide chiamato gyrinidal, che produce un intenso odore sgradevole che scoraggia i predatori. La medesima secrezione sembra agire anche come segnale chimico d'allarme per i conspecifici. Durante le ore notturne le aggregazioni si disperdono e gli insetti si foraggiano individualmente, per poi riaggregarsi al comparire delle prime luci dell'alba.
Gli adulti sono voraci predatori di insetti acquatici. Grazie alla presenza di bolle d'aria intrappolate sotto le elitre, sono in grado di trascorrere lunghi periodi in immersione alla ricerca di prede. Le larve sono anch'esse predatrici, e vivono per lo più ancorate ai fusti delle piante acquatiche o sui fondali melmosi.
Le uova vengono deposte sott'acqua, in piccoli cordoni adesi ai fusti delle piante acquatiche. Dopo aver trascorso la loro vita in acqua le larve si impupano all'interno di un bozzolo anch'esso attaccato ai fusti delle piante.

## Tassonomia
La famiglia Gyrinidae comprende le seguenti sottofamiglie, tribù e generi:
- Sottofamiglia Spanglerogyrinae Folkerts, 1979
  - Genere Spanglerogyrus Folkerts, 1979

- Sottofamiglia  Gyrininae Latreille, 1810
  - Tribù Enhydrini Régimbart, 1882
    - Sottotribù Dineutina Desmarest, 1851
      - Genere Dineutus MacLeay, 1828

    - Sottotribù Enhydrina Régimbart, 1882
      - Genere Andogyrus Ochs, 1924
      - Genere Enhydrus Laporte de Castelnau, 1834
      - Genere Macrogyrus Régimbart, 1883

  - Tribù Gyrinini Latreille, 1810
    - Sottotribù Gyrinina Latreille, 1810
      - Genere Anagyrinus Handlirsch, 1906
      - Genere Aulonogyrus Motschulsky, 1853
      - Genere Gyrinoides Motschulsky, 1856
      - Genere Gyrinopsis Handlirsch, 1906
      - Genere Gyrinulopsis Handlirsch, 1906
      - Genere Gyrinus Müller, 1764
      - Genere Metagyrinus Brinck, 1955

    - Sottotribù Heterogyrina Brinck, 1956
      - Genere Heterogyrus Legros, 1953

  - Tribù Orectochilini Régimbart, 1882
    - Genere Gyretes Brullé, 1835
    - Genere Orectochilus Dejean, 1833
    - Genere Orectogyrus Régimbart, 1884
- Incertae sedis
  - Genere Angarogyrus Ponomarenko, 1977
  - Genere † Avitortor Ponomarenko, 1977
  - Genere † Baissogyrus Ponomarenko, 1973
  - Genere † Cretotortor Ponomarenko, 1973
  - Genere † Mesodineutes Ponomarenko, 1977
  - Genere † Mesogyrus Ponomarenko, 1973
  - Genere † Miodineutes Hatch, 1927
  - Genere Protogyrinus Hatch, 1927